# ذخیره‌گاه طبیعی سانت هاسارداغ
ذخیره‌گاه طبیعی سانت هاسارداغ (به انگلیسی: Sünt-Hasardag Nature Reserve) در سال ۱۹۷۷ برای حفاظت از گیاهان و جانوران بومی تأسیس شد و در قسمت جنوب غربی رشته کوه کپه‌داغ در استان بالکان واقع شده‌است و مساحت آن ۳۰۳ کیلومتر مربع است. تابستان‌ها آب و هوا خشک و نیمه گرمسیری و دمای ۳۵–۴۵ درجه سانتی گراد است. بارش‌ها عمدتاً از نوامبر تا آوریل است، اما در تابستان گاهی اوقات رگبارهای سنگین می‌بارد. رودخانه سامبار به طول ۲۴۵ کیلومتر از میان این منطقه عبور می‌کند.